# Eric Topol
Pour les articles homonymes, voir Topol.
Eric J. Topol, né en 1954, est un cardiologue, généticien et chercheur en médecine numérique américain.
Avant de travailler chez Scripps en 2006, Topol a été le Président de Médecine cardiovasculaire de la clinique Cleveland (1991-2005) et a fondé le Cleveland Clinic Lerner College of Medicine. Il a été l'un des premiers chercheurs à remettre en question la sécurité cardiovasculaire du Rofécoxib (Vioxx), qui a finalement retiré le médicament du marché de manière définitive. La défense de Topol à ce sujet a mené à ce que le New York Times décrit comme un « conflit exceptionnellement public » avec la Direction de la clinique Cleveland concernant les liens entre l’institution académique et l'industrie pharmaceutique, ce qui a provoqué le départ de Topol de la clinique à la suite de la suppression du poste administratif du responsable principal de cette institution.
Topol est le fondateur et directeur du Scripps Translational Science Institute à La Jolla en Californie. Il joue également le rôle de directeur académique pour le Scripps Health, de professeur de Génomique au Scripps Research Center, et de consultant principal au département des Maladies cardio-vasculaires à la clinique Scripps. Il est rédacteur en chef de Medscape et de theheart.org. En 2012, il a publié un livre intitulé The Creative Destruction of Medicine (« La destruction créatrice de la médecine »), dans lequel il a examiné l'impact des deux révolutions génomiques et sans fil dans le système de santé. En 2013, il fait une apparition pour The Colbert Report, où il examine le présentateur Stephen Colbert en utilisant plusieurs dispositifs inclus dans son livre. Son livre The Patient Will See You Now (« Le patient va vous recevoir maintenant »), publié en 2015, examine comment les téléphones intelligents, la technologie et les macro-données se combinent pour démocratiser la santé.
En 2016, Topol reçoit une subvention de 207 millions de dollars des National Institutes of Health (Instituts nationaux de la santé) pour diriger une partie importante de la Precision Medicine Initiative (All of Us (initiative) (en)) (Initiative sur la médecine de précision), un programme de recherche potentiel d'un million d’Américains.

## Biographie

### Recherche et formation
La carrière de chercheur de Topol a couvert deux domaines principaux : le développement clinique de nouveaux médicaments et dispositifs, et la génomique. Topol a été le pionnier du développement de nombreux médicaments utilisés au quotidien dans la pratique médicale, y compris l'activateur tissulaire du plasminogène, Plavix, Angiomax et ReoPro. Il a mené des essais cliniques dans le monde entier dans plus de 40 pays avec plus de 200 000 patients (il a été le premier de la série d'essais GUSTO). Son travail dans la génomique des crises cardiaques a conduit à la découverte de gènes clés (tels que l'élimination de la MEF2A ou des variantes de la thrombospondine), grâce auxquels il a remporté le prix à l’une des dix meilleures avancées scientifiques de l'American Heart Association en 2001 et en 2003,. Il compte plus d'un millier de publications originales évaluées par des pairs et a publié plus de trente livres, y compris le Textbook of Interventional Cardiology (Elsevier, sixième édition) et le Textbook of Cardiovascular Medicine (Lippincott Williams & Wilkins, troisième édition).
Formé à l’Université de Rochester (école de médecine), à l'Université de Californie à San Francisco (médecine interne) et à l’Université Johns-Hopkins (cardiologie), Topol a été professeur à l’Université du Michigan pendant six ans. À 36 ans, il a été nommé Président de médecine cardiovasculaire à la clinique Cleveland, où le leadership de son programme cardiovasculaire lui a été attribué avec le meilleur poste des États-Unis. En 2002, il fonde le Cleveland Clinic Lerner College of Medicine et, en 2003, il devient professeur de Génétique de l’Université Case Western Reserve, poste qu’il a combiné avec sa nomination principale à la clinique Cleveland.
Topol est licencié du Cleveland Clinic Lerner College of Medicine en 2006, à la suite de la suppression du poste de directeur académique, et poursuit son travail de professeur de Génétique à l’Université Case Western Reserve. Plus tard, il est recruté par Scripps Health et l’Institut de recherche Scripps à la fin 2006 pour le poste de directeur académique et professeur de Génomique translationnelle. En 2009, il travaille avec Gary et Mary West pour créer le West Wireless Health Institute (un projet qui est devenu une réalité grâce à leur don philanthropique dans le développement), leader dans le développement, la validation et l'accélération de la médecine sans fil.

### Génétique et génomique
À l’Université de Virginie, Topol rédige sa thèse en 1975 intitulée Prospects for Genetic Therapy in Man (« Perspectives pour la thérapie génique chez l'homme ») — orientée à la génétique — et obtient son diplôme avec mention d’honneur. Au cours de sa formation à l’Université Johns-Hopkins, il participe au cas du premier patient de l'activateur tissulaire du plasminogène en 1984, une protéine génétiquement modifiée ; bien que ce ne soit qu’en 1996 qu’il ouvre la première banque destinée au gène cardiovasculaire à la clinique Cleveland. Cet effort conduit à de nombreuses découvertes en génétique des maladies cardio-vasculaires, y compris l'identification des gènes clés liés à l’infarctus. Tel que mentionné précédemment, les rapports de la suppression des variantes de la thrombospondine et de la MEF2A sont reconnus par l'American Heart Association comme l'une des dix meilleures avancées en 2000 et 2004. Il est le chercheur principal de la subvention National Institutes of Health Specialized Centers of Clinically Oriented Research (SCCOR) qui met l'accent sur la génomique des crises cardiaques et qui l'amène à recevoir en 2005 un prix de 17 millions de dollars. Son travail en génétique est reconnu par le College of Cardiology des États-Unis avec le prix à la meilleure conférence et le prix Simon Dack en 2005, tout comme par la Société Européenne de Cardiologie avec le prix à la meilleure conférence et le prix Andreas Gruentzig en 2004. En changeant à Scripps en 2006, il ouvre le programme Scripps Genomic Medicine et recrute une équipe pour faire des progrès dans le domaine de la médecine individualisée avec des approches génomiques. Le groupe crée le Scripps Translational Science Institute, composé par les docteurs Steven Steinhubl, Ali Torkamani et Nathan Wineinger. De plus, il a également plusieurs projets financés par les National Institutes of Health (NIH) portant sur la génomique du cancer, le vieillissement, les maladies cardio-vasculaires, le diabète et la pharmacogénomique. Le fait de réunir des scientifiques et des chercheurs cliniques de Scripps Health et du Scripps Research Institute, ainsi que des chercheurs du Salk Institute, du Sanford-Burnham Institute, du San Diego Supercomputer Centre et du Children's Hospital of Philadelphia lui accorde une position très importante. Depuis 2007, Scripps Genomic Medicine et le Scripps Translational Institut des sciences créent un important programme appelé Future of Genomic Medicine (« L'avenir de la médecine génomique »), qui attire plusieurs centaines de médecins généralistes et de scientifiques. En 2009, Topol parvient à ce que Scripps devienne le premier centre à obtenir le génotypage de routine des patients de stenting pour des variantes du gène CYP2C19, le gène principal impliqué dans le métabolisme de Plavix. La première étude potentielle à grande échelle portant sur la génomique des consommateurs, connue sous le nom de Scripps Genomic Health Initiative, est achevée en 2010. De même, en 2010, Topol crée également l’Association for Genomic Medecine (« Association de la médecine génomique ») destinée à la formation des médecins en génomique.

### Médecine sans fil
Topol participe à la médecine sans fil depuis sa création. Il est le premier médecin du CardioNet’s Medical Advisory Board en 1999, la première société consacrée à la médecine sans fil qui effectue un suivi continu et à distance du rythme des électrocardiogrammes. En 2007, il rejoint le Conseil de Sotera Wireless qui développe le premier dispositif non invasif de surveillance continue de la pression artérielle, ce qui inclut également tous les signes vitaux. En 2008, il crée un nouveau programme éducatif avec Qualcomm et Scripps Health pour la formation des médecins en médecine sans fil. Il s’agit d’un programme académique clinique de deux ans appelé STSI Wireless Health Scholar. Lors du congrès International Wireless CTIA 2009, Topol prononce le discours d’ouverture sur la santé sans fil (il s’agissait de la première fois que ce sujet faisait l'objet d'une session plénière de la CTIA (ouverture de la CTIA de 2009)). De même, il a occupé en 2009 le poste de cofondateur avec Gary et Mary West dans la création du West Wireless Health Institute, destiné à la promotion des soins médicaux et à réduire les coûts grâce à des solutions sans fil innovantes ; tout comme le poste de vice-président et directeur d’Innovation de l'Institut. À TEDMED, il présente les progrès rapides réalisés dans ce domaine (Conférence TEDMED de 2009). En outre, au début de 2010, il donne une conférence en médecine sans fil lors du Consumer Electronics Show (inauguration du CES en 2010). Il mène le premier essai de rapports de GE avec le dispositif Vscan-GE, un dispositif d'imagerie par ultrasons à haute résolution de poche. En 2010, Topol introduit aux États-Unis The doctor Wille you now et dirige des essais cliniques sur le contrôle de la fréquence cardiaque et l'insuffisance cardiaque grâce à la surveillance par des dispositifs sans fil.

### Vioxx
Topol gagne en importance en tant que premier chercheur en médecine du fait qu'il a soulevé la question de la sécurité de Rofécoxib (Vioxx). Topol a été très critique dans la gestion de la sécurité de Vioxx par Merck. En 2004, le New York Times écrit que « Merck a finalement reconnu la vérité [sur les risques cardio-vasculaires du médicament], mais seulement par accident. ». Topol est également l'auteur d'un article dans le New England Journal of Medicine, dans lequel il soutient que « ni Merck ni la FDA n’ont assumé leurs responsabilités envers le public » et encourage à effectuer un « examen complet de la situation par le Congrès ».
En 2004, Bethany McLean met en doute les conflits d'intérêts financiers potentiels de Topol dans le magazine Fortune. McLean rapporte que Topol avait agi en tant que conseiller scientifique d’un fonds spéculatif ayant été bénéficié de la vente à découvert du stock de Merck, qui s’était effondrée en raison des inquiétudes que Topol avait publiées sur Vioxx. Topol nie avoir avancé des informations au fonds spéculatif et coupe donc ses liens avec l'industrie en donnant à la charité tous les revenus. Dans un commentaire de 2005 sur JAMA, il signale que ces allégations étaient un exemple des complications que les médecins peuvent avoir en cas de partenariat avec le secteur de l'investissement, et rappelle qu’« il n’existait aucun véritable conflit d'intérêts dans ce cas. »
En novembre 2005, Topol est assigné à comparaître à un recours collectif contre Merck. Il déclare que Vioxx suppose un « risque extraordinaire ». Il déclare également que Raymond Gilmartin, ancien directeur exécutif de Merck, avait contacté le chef du Conseil de la clinique Cleveland pour déposer une plainte au sujet de son travail sur le Vioxx. Deux jours plus tard, Topol est informé que le poste de directeur académique de la clinique Cleveland est supprimé, et doit cesser son activité en tant que doyen du Cleveland Clinic Lerner College of Medicin, qu’il avait fondé à l'époque. La clinique décrit la concomitance comme une coïncidence. Le New York Times décrit la révocation de Topol dans le cadre d'un « litige exceptionnellement public » entre lui et le directeur exécutif de la clinique Cleveland, Delos Cosgrove, qui déclare que la critique de Topol envers Merck avait mis l'accent sur les liens profonds entre la clinique et les industries pharmaceutiques et du dispositif médical.

## Distinctions
Topol est choisi comme l'une des douze « stars scientifiques » par GQ et la Geoffrey Beene Fondation en 2009. Il est élu à l’American Society for Clinical Investigation, l’Association of American Physicians et la Johns Hopkins Society of Scholars. En 2004, il est élu pour faire partie de l’Institute of Medecine de la National Academy of Sciences. Il est nommé Docteur de la Décennie par l’Institute for Scientific Information comme l'un des dix chercheurs médicaux les plus cités. En 2011, Topol reçoit la médaille Hutchinson de l’Université de Rochester et prononce le discours de bienvenue à l'École de médecine et de Dentisterie. En 2012, Modern Healthcare classe Topol comme le médecin exécutif le plus influent des États-Unis.

## Publications
- The Patient Will See You Now: The Future of Medicine Is in Your Hands, New York : Basic Books, 2015 -  (ISBN 9780465054749)[30],[31],[32]
- The Creative Destruction of Medicine: How the Digital Revolution Will Create Better Health Care, New York : Basic Books, 2012 -  (ISBN 9780465025503)[33]
- Avec S. Paul Teirstein, Textbook of Interventional Cardiology, Philadelphie, PA : Elsevier, 2015 -  (ISBN 9780323340380)